# Ås kyrka, Halland
Ås kyrka är en kyrkobyggnad som ligger i Åsby (även kallad Derome) i Varbergs kommun. Den tillhör sedan 2012 Veddige-Kungsäters församling (åren 2006-2012 Veddige församling och tidigare Ås församling) i Göteborgs stift.

## Historia
Ås kloster var ett munkkloster tillhörigt cisterciensorden, anlagt 1194 genom utflyttning från det danska Sorø kloster. Det stängdes på 1500-talet och förstördes under grevefejden 1535. Ås kyrka ligger på en grusås några kilometer längre in i landet. Enligt traditionen blev den siste abboten vid Ås kloster den förste evangeliske sockenprästen i Ås och Veddige församlingar.

## Kyrkobyggnaden
Byggnadens ålder är osäker. Den kan möjligen vara uppförd på 1500-talet och rester av en raserad medeltida kyrka ingår troligtvis i kyrkans västra del. På 1700-talet utvidgades byggnaden åt öster. Den tresidiga koravslutningen tillkom senare. Västtornet uppfördes 1804 och ovanför kyrkporten finns inskriptionen: Under Konung Gustaf IV Adolfs regering upbygdes detta torn 1804. Sakristian i öster byggdes 1884 efter Fritz Eckerts ritningar. Kyrkan har byggts om och restaurerats vid flera tillfällen, så dess ursprungliga karaktär har gått förlorad. På 1880-talet fick den en ny exteriör i nyklassicistisk stil liksom interiören. Det rektangulära långhuset har en treskeppig koravslutning och sadeltak, medan tornet kröns av ett spetsig spira. Sakristian ligger öster om koret. Kyrkan är vitputsad utvändigt och invändigt.

## Dekorationsmålningar
Kring fönster och portaler finns kalkmålningar från 1700-talet. Dessa togs fram av konservator Carl Otto Svensson vid en restaurering 1931 och de fick tjäna som utgångspunkt vid färgsättningen av kyrkan interiör under den vidare restaureringen. Även trätaket bemålades under 1700-talet, men då taket togs ned i slutet av 1800-talet, såldes bräderna på auktion och inroparna återanvände dem som byggnadsmaterial. Nu återstår endast några få huvudsakligen blåmålade bräder, som förvaras i tornet.

## Inventarier

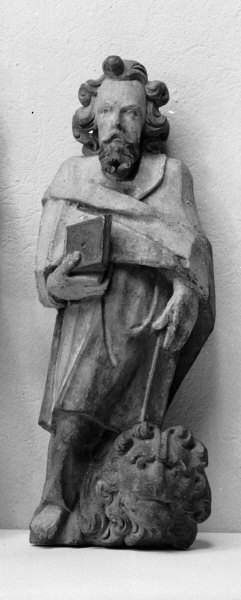
Aposteln Markus. Skulptur i ek.

- Altaruppsatsen och predikstolen, med skulpturer av de fyra evangelisterna, är i nygotisk stil och tillkom på 1880-talet. Vid restaureringen 1931 placerades Lukasskulpturen, kommer dock från den gamla predikstolen, i ett av predikstolens fält. Övriga rester av predikstolen och den gamla altaruppsatsen finns på Varbergs museum.
- Skulpturfragment av en Kristusgestalt tillhörande ett processionskrucifix från omkring 1350 förvaras på Varbergs museum[2].
- Dopfunten är i trä och tillverkad på 1900-talet, men dopfatet i mässing är från omkring år 1600.
- En kassakista från 1768 och en brudbänk också från 1700-talet, som restaurerades 1931.

### Klockor
Båda klockorna är omgjutna av Arwid Böök i Göteborg.
- Storklockan är omgjuten 1729 och 100 cm i diameter. Vikten är 850 kg. Inskriptionen börjar: Fridsklåckan thenna är i Fredrichs tid omgjuten....
- Lillklockan är från 1739, 79 cm i diamet och väger 300 kg. Inskriptionen lyder: När jag en livlös malm dock alltför giärna klingar / till Skaparens beröm, så låter trones wingar / högt lyfta er som ha en dyr, odödlig siäl / att hon i himbla högd må ewigt lefwa wäll.

### Orglar
Den första orgeln, tillverad 1833 av Johan Nikolaus Söderling ersattes 1886 av en ny byggd av Salomon Molander & Co. Fasaden finns kvar, men verket har dispositionsförändrats 1943 av Bo Wedrup och renoverades och återdisponerades 1977 av A. Magnusson Orgelbyggeri AB. Instrumentet har sexton stämmor fördelade på två manualer och pedal.